# Wu Tingfang

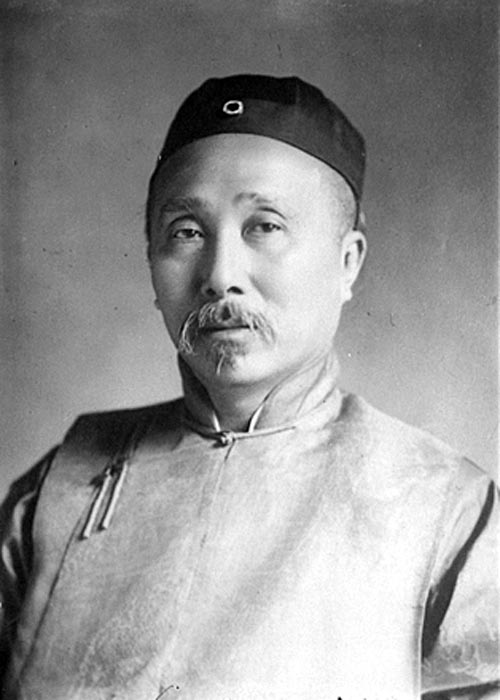

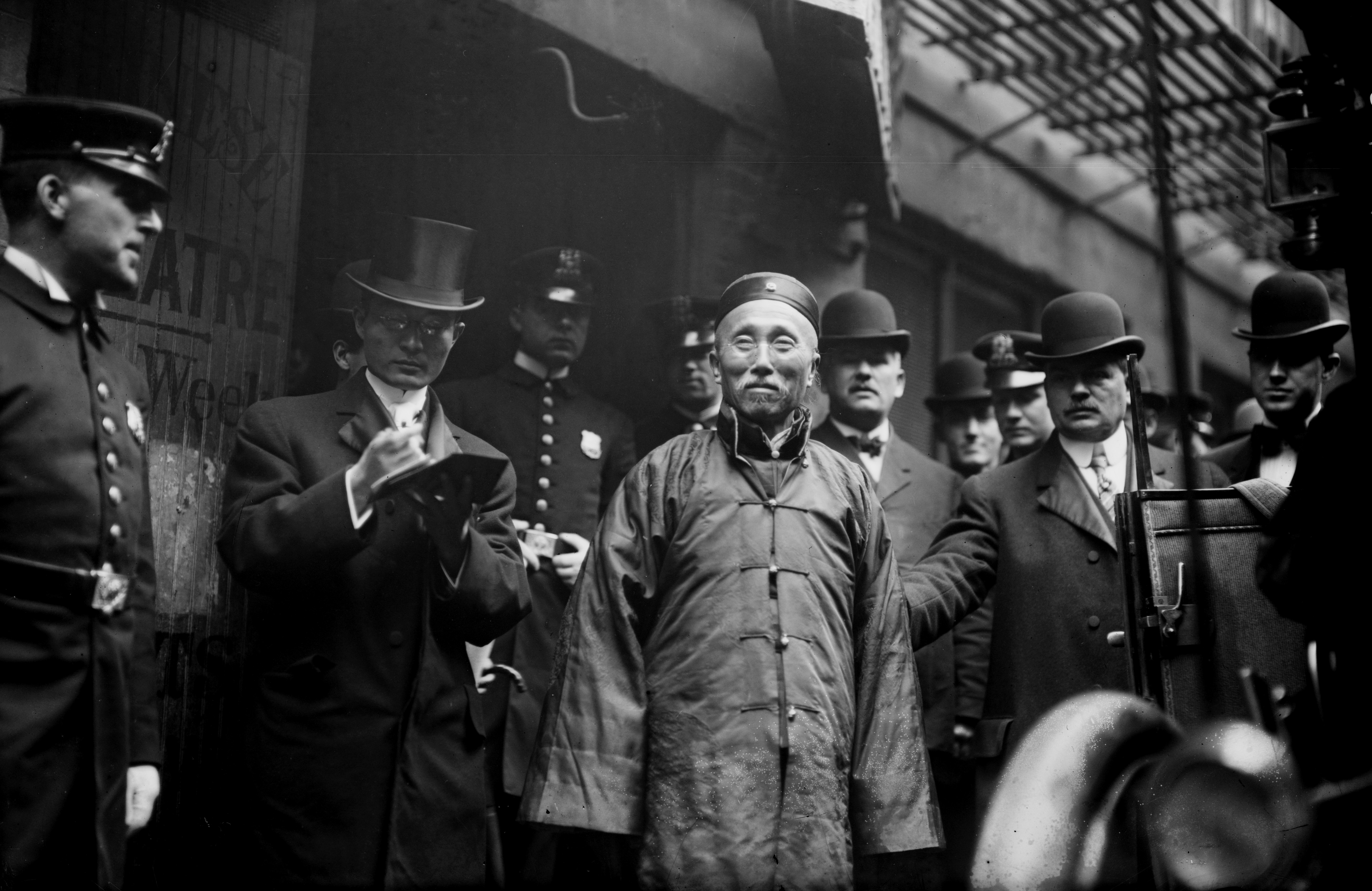

Wu Tingfang (Wu Ting-fang; chinês: 伍廷芳, pinyin: Wŭ Tíngfāng, Wade–Giles: Wu3 T'ing2-fang1, também conhecido como Ng Choy (chinês: 伍才, pinyin: Wŭ Cái, Wade–Giles: Wu3 Ts'ai2)) (nascido em 30 de julho de 1842, em Malaca, Estabelecimentos dos Estreitos - falecido em 23 de junho de 1922) foi um diplomata e político chinês que atuou como Ministro das Relações Exteriores e brevemente como premier interino durante os primeiros anos da República da China.